# Phoebe Anna Traquair

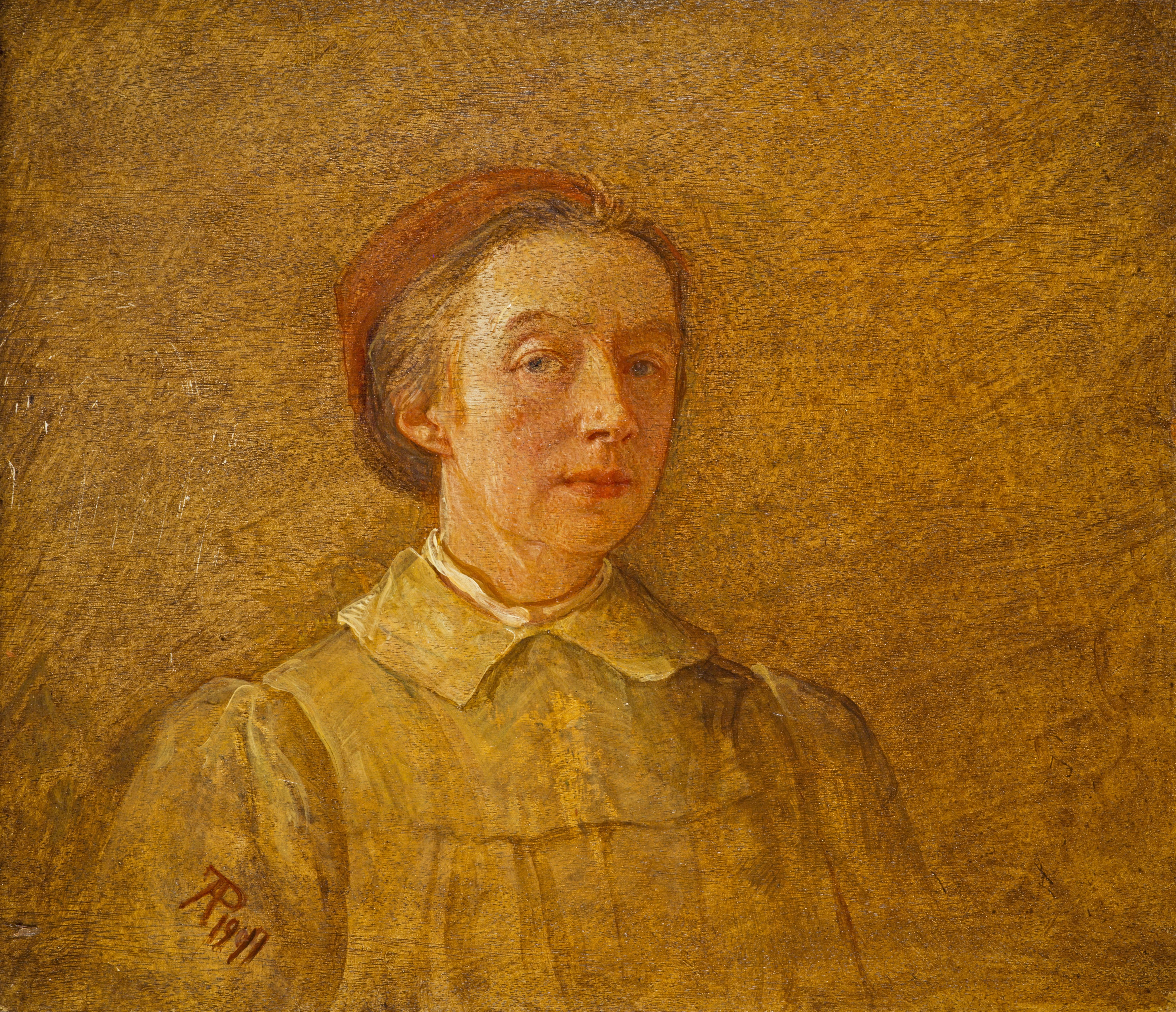
Zelfportret Phoebe Anna Traquair

Phoebe Anna Traquair (Kilternan, 24 mei 1852 – Edinburgh, 4 augustus 1936) was een van origine Ierse kunstenaar, ontwerper, illuminator, muralist en handwerker. Ze werd vooral bekend als een van de belangrijkste kunstenaars in de Schotse arts-and-craftsbeweging.
Na de dood van haar vader, Dr Wiliam Moss - toen Annie acht was - zorgde haar moeder, Teresa Richardson, ervoor dat zij - en haar drie broers en drie zussen - goed onderwijs kregen. Naast school- en kerkbezoek maakte de familie Moss ook culturele uitstapjes naar plaatselijke musea en instellingen als Trinity College Dublin. In deze bibliotheek was Annie onder de indruk van het verluchte codex Book of Kells.  
Aan het eind van de jaren zestig in de negentiende eeuw volgde Moss kunstlessen aan het Department of Science and Art aan de Royal Dublin Society. Hier maakte ze illustraties van fossiele vissen voor Dr Ramsay Heatley Traquair (1840 – 1912), een Schotse paleontoloog, docent en conservator van het museum. Op 5 juni 1873 trouwden beiden met elkaar in de St./ Philips Church in Dublin. In 1874 verhuisde het echtpaar naar Edinburgh, waar Traquairs echtgenoot aan de universiteit had gestudeerd en waar hij nu aan de slag ging bij het 'Edinburgh Museum of Science and Art'; later het 'Royal Scottish Museum' en sinds 2006 het National Museum of Scotland genoemd. 

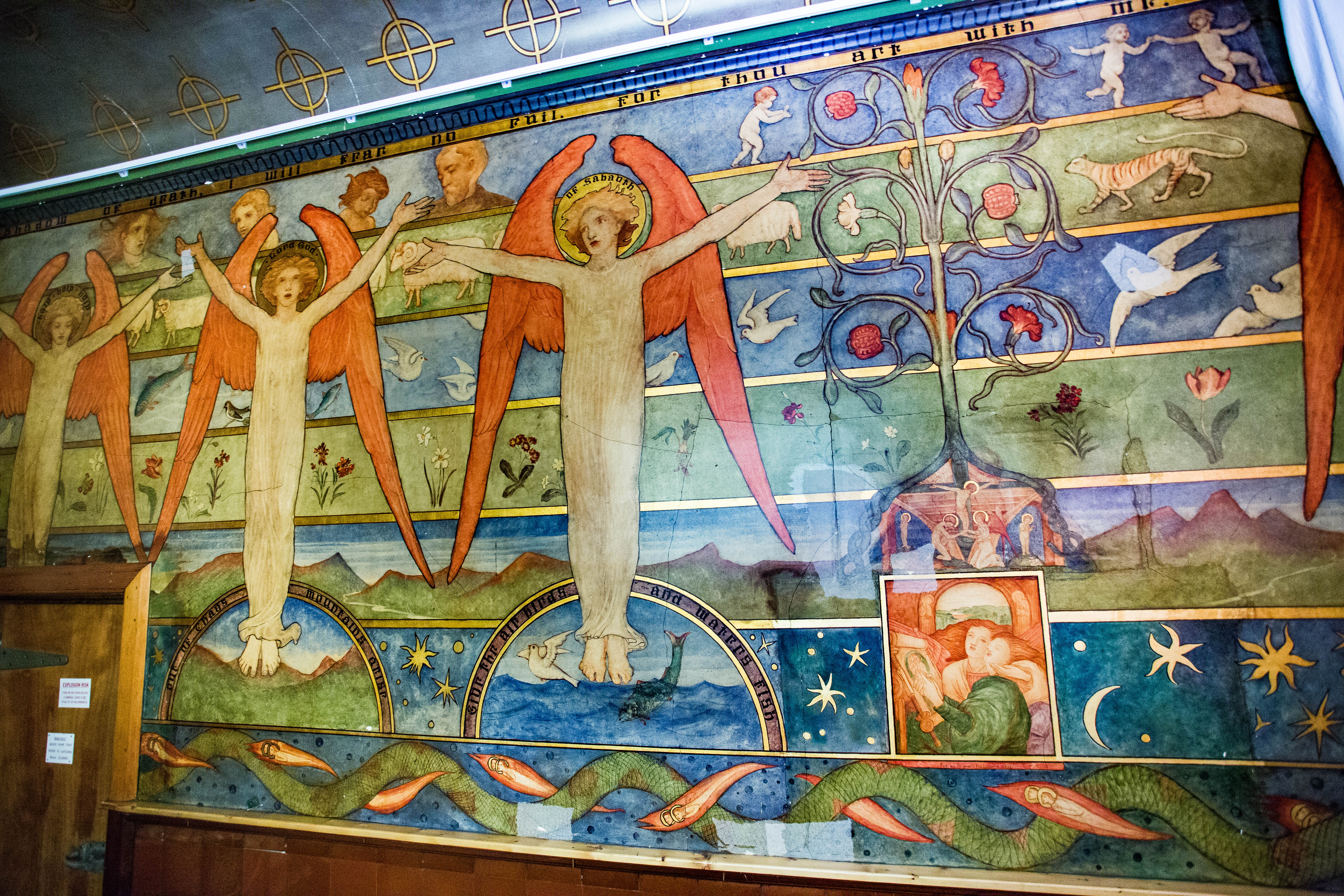
Muurschilderingen in het Royal Hospital for Sick Children

## Muurschilderingen
In het midden van de 1880s was Traquair uitermate geïnteresseerd in de arts-and-craftsbeweging en de prerafaëlieten. In die tijd vroeg de 'Edinburgh Social Union' haar muurschilderingen aan te brengen in de kapel in het 'Royal Hospital for Sick Children' in Edinburgh. Na het succes van deze muurschilderingen maakte Traquair meer publieke kunst in Edinburgh, zoals in Sint-Mariakathedraal en in de Mansfield Place Church. Vanaf 1890 legde de kunstenaar zich ook toe op het illustreren van teksten. Zo illustreerde ze onder andere Sonnets from the Portuguese en The Psalms of David van de Engelse dichter Elizabeth Barrett Browning. 

## Borduurwerk
Naast de grafische illustraties was Traquair ook succesvol met het maken van geborduurde panelen en lakens, zoals de uit vier geborduurde panelen bestaande serie The Progress of a Soul (1895 tot 1902). Op de vier panelen - The Entrance (1895), The Stress (1897), Despair (1899) en Victory (1902) - verbeeldt een jonge man (Denys L'Auxerrois) het verloop van de menselijke ziel. De geborduurde panelen waren in 1904 te zien op de wereldtentoonstelling in het Amerikaanse St. Louis. Na deze wereldtentoonstelling hingen de geborduurde panelen dertig jaar in het huis van Traquair in Edinburgh. Sinds haar dood in 1936 worden de kunstwerken bewaard in de National Gallery of Scotland. 

## Boekillustraties
Rond 1900 begon Traquair ook met emailleren, het maken van sieraden en het produceren van commerciële boekillustraties. Nadat een eerdere lidmaatschapsaanvraag bij de Royal Scottish Academy werd afgewezen, benoemde de academie haar in 1920 tot erelid. Ze was de eerste vrouw die deze eer toekwam. 
 

Phoebe Anna Traquair stierf op 4 augustus 1936 in Edinburgh en ligt begraven op de begraafplaats van Colinton (Edinburgh). Ze had haar grafsteen, die werd vervaardigd door de Britse beeldhouwer Pilkington Jackson, zelf ontworpen. 

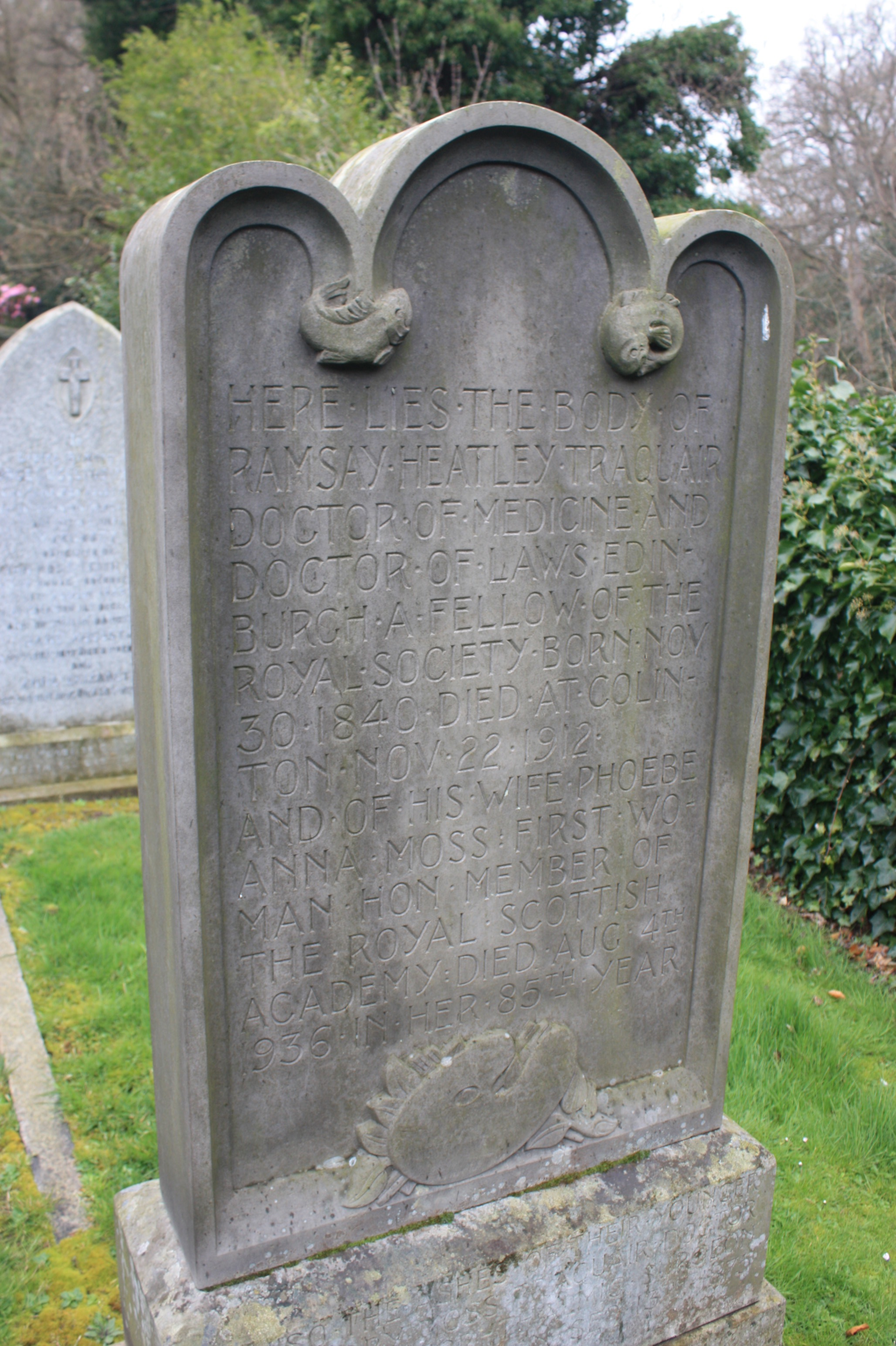
Grafsteen van Phoebe Anna Traquair